# Dean McDermott
Dean McDermott (Toronto, 16 november 1966) is een Canadese acteur.

## Levensloop
Sinds het begin van zijn acteercarrière in 1988, is McDermott verschenen in verschillende televisieseries en films. Hij speelde als Doc Barlow in Kevin Costner's western Open Range (2003). Zijn werk omvat meer dan 80 producties.
In 1997 werd McDermott genomineerd voor de bijrol in de dramatische televisiefilm Lives of Girls & Women bij de Gemini Award. Een andere nominatie voor deze Canadese televisieprijs was in 2005 voor de aflevering Saturday at the Tournament in de comedyserie The Tournament voor de ensemblecast.
Uit zijn eerste huwelijk in juli 1993 met de Canadese actrice Mary Jo Eustace heeft McDermott een zoon (1998). Het huwelijk met Eustace werd in februari 2006 na twaalf jaar samenzijn gescheiden. Sinds 7 mei 2006 is McDermott getrouwd met de Amerikaanse actrice Tori Spelling, die hij ontmoette tijdens de opnames van de televisiefilm  Mind Over Murder (2006). Samen hebben ze vijf kinderen, drie zonen (2007, 2012 en 2017) en twee dochters (2008 en 2011).
McDermott had met Spelling ook verschillende realityseries, waaronder Tori & Dean: Home Sweet Hollywood (2007-2012), Tori & Dean: sTORIbook Weddings (2011), Tori & Dean: Cabin Fever (2014) en True Tori (2014).